# Диалект украинцев Канады
Канадский диалект украинского языка (укр. Канадський діалект української мови) — разновидность украинского языка (некоторыми[уточнить] лингвистами рассматриваемая как диалект), образовавшаяся в среде первых двух волн украинской иммиграции в Западную Канаду и их потомков. 
Канадский украинский был широко распространён с начала украинской иммиграции в Канаде в 1892 году до середины XX века. Поскольку эмигранты приезжали в Канаду из австро-венгерских провинций Галиции и Буковины, их язык более похож на диалекты этих районов, а не на язык поднепровских губерний Российской империи. Он содержит намного больше заимствований из польского, немецкого, румынского и словацкого языков по сравнению с современным литературным украинским, основанным на центральноукраинских диалектах, в особенности на говорах Черкасс, Полтавы и Киева.

## История
Австро-Венгерские иммигранты первых двух волн (1892—1914, 1918—1939) говорили на диалектах современной Западной Украины. Они, однако, были отрезаны от основного ареала украинского языка как из-за войн и социальных потрясений первой половины XX века, так и из-за значительного расстояния. В Канаде украинофоны подверглись влиянию многих других языков, прежде всего английского. Кроме того, наиболее бедные крестьяне впервые столкнулись с некоторыми новыми технологиями и концепциями, и в их языке не было слов для соответствующих понятий. В результате канадский украинский начал развиваться в ином направлении, нежели родственные ему западноукраинские диалекты.
На рубеже XIX—XX веков в славянских общинах доминиона Канада (в этот период преимущественно сельских) украинский язык стал неофициальным языком межэтнического общения, что, возможно, было обусловлено промежуточным положением украинского языка между языками восточных, западных и южных славян.
До Первой мировой войны во многих канадских районах власти разрешали преподавание на украинском языке в средних школах, так как языкам меньшинств там были предоставлены определенные права ещё до начала украинской иммиграции, во время решения языкового вопроса в Манитобе. Однако, в период войны возобладали нативистские настроения, и все права языков этнических меньшинств были отменены. Общение по-украински в школах категорически запрещалось англо-канадскими властями на протяжении нескольких десятилетий вплоть до 1960-х годов, когда политика мультикультурализма стала официальной.
В экономическом отношении украиноязычное население Канады, как правило, отставало от других этнических групп из-за недостаточного знания английского языка, необходимого в большинстве профессий. Канадские украинцы сталкивались с насмешками и запугиванием со стороны языкового большинства из-за того, что те плохо говорили по-английски, в особенности если они переселялись за пределы этнически украинских сельских поселений. Те, кто переезжал в другие сельские районы или близлежащие города, например, Эдмонтон или Виннипег, как правило, быстрее теряли родной язык.
В настоящее время число носителей языка в Канаде продолжает сокращаться. В то же время государственная языковая политика претерпела значительные изменения и стала более терпимой. Существуют украиноязычные школы, украинский преподается в начальных и средних учебных заведениях, как государственных, так и католических. Украинский язык можно изучать в университетах Западной Канады.
Украинцы, приехавшие в Канаду после Второй мировой войны, как правило, не говорят на канадском диалекте.

## Демография
Во время проведенной в 2001 году в Канаде переписи населения 148 085 человек указало украинский язык в качестве родного, диалект при этом не учитывался.
Крупнейшая украинская община существует в Онтарио, однако там украинофоны составляют незначительный процент населения, в то время как в степных провинциях он значительно выше. В атлантических провинциях и северной Канаде число носителей украинского языка невелико.
Данные по отдельным провинциям (2001):
| Провинция           | Число носителей | Процент населения провинции |
| ------------------- | --------------- | --------------------------- |
| Британская Колумбия | 13 600          | 0,35 %                      |
| Альберта            | 33 970          | 1,15 %                      |
| Саскачеван          | 19 650          | 2,04 %                      |
| Манитоба            | 26 540          | 2,40 %                      |
| Онтарио             | 48 620          | 0,43 %                      |
| Квебек              | 5 125           | 0,07 %                      |

## Примеры
Стихи о канадском флаге из букваря, изданного в 1925 году:
| Украинский | Русский перевод |
| --- | --- |
| Наш прапор. Наш прапор має три кольори: червоний, білий і синий. Червоний означає: «Будь відважний» Білий означає: «Будь чесний» Синий означає: «Будь вірний» Памятаймо о тім, коли дивимось на Наш прапор. | Наш флаг. У нашего флага есть три цвета: красный, белый и синий. Красный означает: «Будь отважным» Белый означает: «Будь честным» Синий означает: «Будь верным» Давайте вспоминать об этом, когда смотрим на Наш флаг. |

Примеры из коллекции Александра Ройика:
1. Я нинькі кукіси (англ. cookies) спикла, пая (англ. pie) зробила, а завтра спечу кекси і банси (англ. buns). — рус. Я сегодня печенье спекла, пирог сделала, а завтра спеку кексы и булочки.
2. В Едмонтоні буди файний арцибишин (англ. exhibition) в джулаю (англ. July). — рус. В Эдмонтоне будет хорошая выставка в июле.
3. Злізли ми з трина (англ. train) і несемо ті беґи (англ. bag) на плечах. — рус. Мы сошли с поезда и несём те сумки на плечах.
4. Ходжу в Едмонтоні по беклайнах (англ. back lane) і шукаю хліба по ґарбичах (англ. garbage). — рус. Хожу в Эдмонтоне на задних дворах и ищу хлеб по помойкам.